# Wologda
Die Stadt Wologda (russisch Во́логда) ist die Gebietshauptstadt der Oblast Wologda am gleichnamigen Fluss. Sie liegt gut 400 km Luftlinie nordnordöstlich der russischen Hauptstadt Moskau und hat 311.859 Einwohner (Stand 2024).

## Geschichte
Die Gegend wurde vermutlich bereits vor der letzten Eiszeit, vor etwa 25.000 Jahren, besiedelt. Archäologen fanden Zeugnisse aus der älteren Steinzeit.
Vor etwa 2000 Jahren wanderten finnische Stämme in das Gebiet ein. Heute leben allerdings nur noch etwa 6000 Angehörige des Volkes der Wepsen im Nordwesten des Gebietes und in den angrenzenden Verwaltungseinheiten.
Im 5. Jahrhundert setzte die slawische Besiedlung des Gebietes ein, und im 8. Jahrhundert entstanden vermutlich die ersten Städte, nämlich Belosersk, Wologda und Weliki Ustjug. Belosersk als älteste nachgewiesene Stadt wurde 862 erstmals erwähnt, nur wenig später als Nowgorod.
Im 11. und 12. Jahrhundert erreichte das Christentum die Gegend, nachdem es bereits seit 988 in Kiew Staatsreligion war. Die Stadt Wologda wurde im Jahre 1147 zum ersten Mal in einer Chronik erwähnt. Ab dem 13. Jahrhundert setzte eine rege missionarische Tätigkeit in Wologda ein. Viele Klöster wurden damals vor allem in Russlands Norden erbaut (unter anderem das Kirillo-Beloserski-Kloster, das größte in Russland), man hoffte, damit auch die nicht-slawische Bevölkerung zum Christentum zu bekehren.

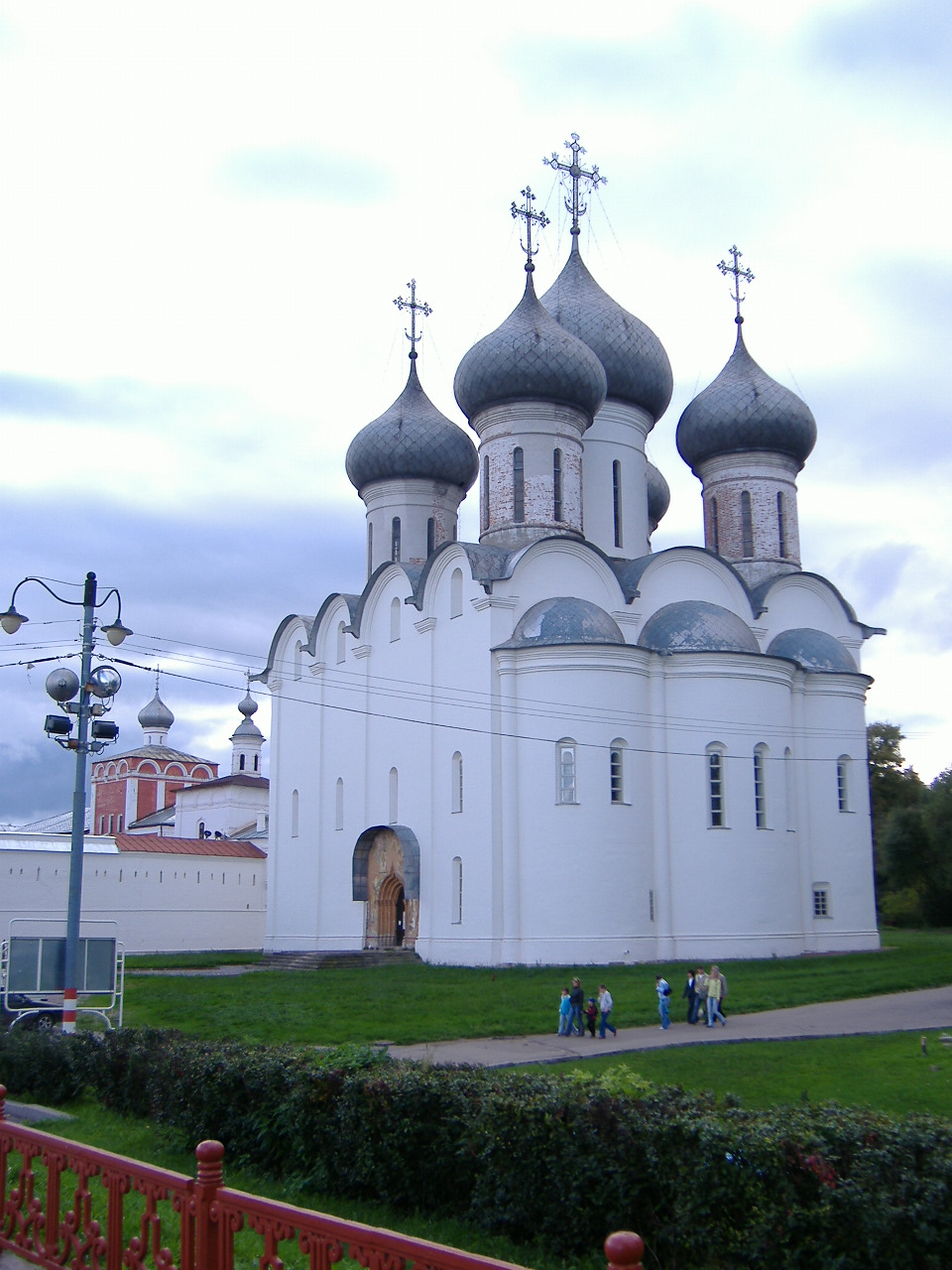
Sophienkathedrale

Das Gebiet stand damals noch nicht unter der Herrschaft Wologdas, vielmehr war Belosersk (damals noch Belo Osero) das Zentrum des gleichnamigen Fürstentums in der nördlichen russischen Grenzmark. Während des Mittelalters und auch danach hielt Wologda, wie auch Belosersk, Totma und Kirillow, regen Handelskontakt zur Hanse. Zeugnis dieser Zeit ist die von Albert Benningk gegossene Lübecker Glocke von 1687, welche sich im Glockenturm des Wologder Kreml befindet.

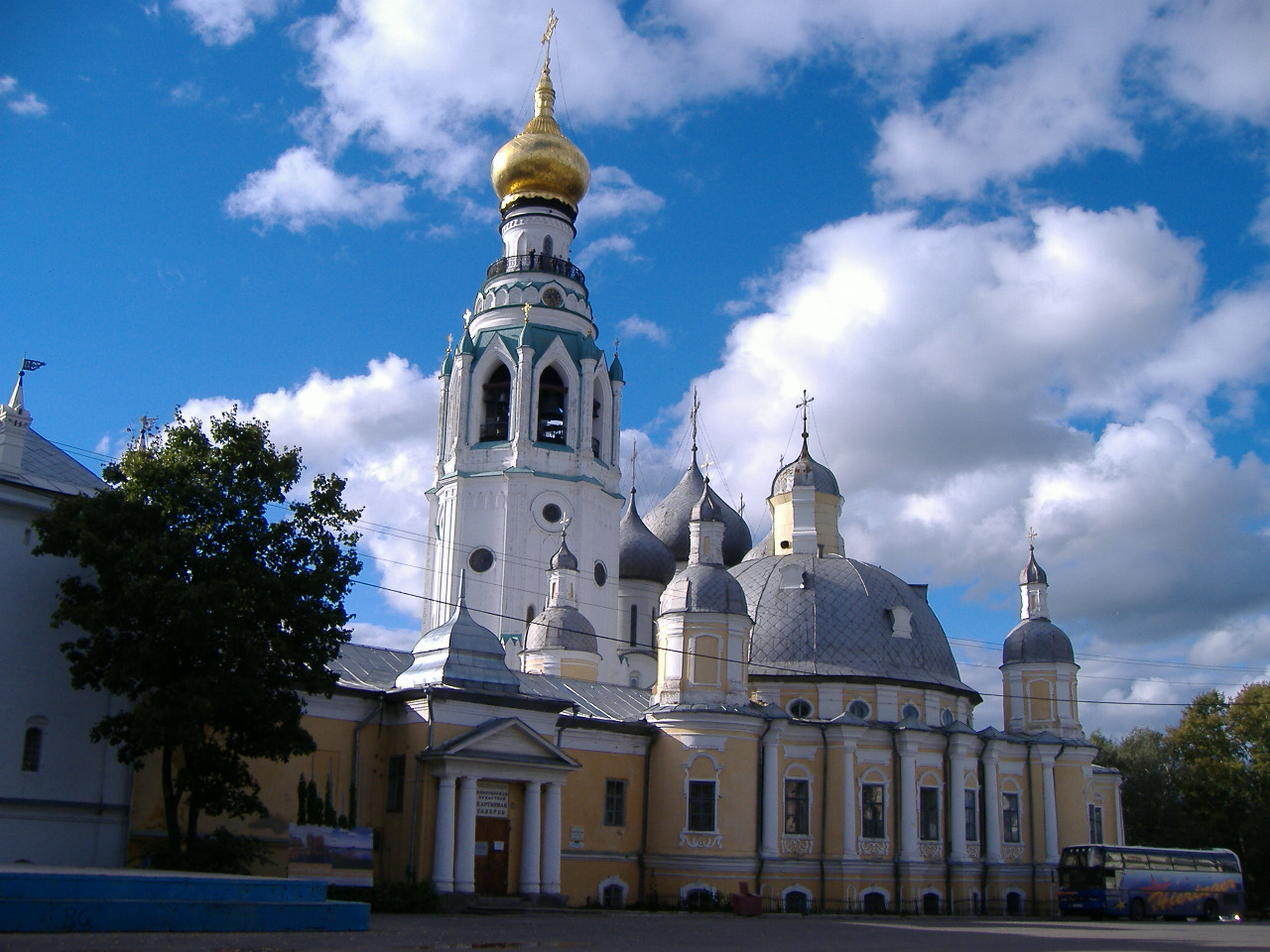
Glockenturm der Sophienkathedrale

In der Mitte des 15. Jahrhunderts musste Fürst Wassili II. (der Vater von Iwan III.) nach Wologda fliehen. Hier baute er sein Heer neu auf und eroberte Moskau zurück. Unter Iwan dem Schrecklichen gab es Pläne, Wologda zur Hauptstadt zu machen. Infolge dieser Überlegungen erlebte die Stadt einen Aufschwung und wurde großzügig ausgebaut. Iwan schätzte die Ruhe der Stadt und ihre günstige Lage auf dem Wege zum neu gegründeten Archangelsk. Während seiner Herrschaft erhielten Engländer, Holländer und Dänen Konzessionen für Erz- und Salzförderung. Die europäischen Kaufleute residierten vor allem in Weliki Ustjug.
Während der Zeit der Wirren (1598–1613) wurde die Stadt von den Truppen polnischer Interventen erobert und verwüstet, viele ihrer Einwohner kamen ums Leben. Im weiteren Verlauf des 17. Jahrhunderts konnte sich die Stadt unter der Herrschaft der neuen Dynastie Romanow jedoch gut erholen und stieg bis zur Gründung von Sankt Petersburg zur drittgrößten russischen Stadt nach Moskau und Jaroslawl auf. Nach der Gründung von Sankt Petersburg durch Peter den Großen ging die Bedeutung Wologdas allmählich wieder zurück, da die Archangelsk-Handelsroute, der Wologda viel von seinem Wohlstand verdankte, in der Folgezeit an Bedeutung verlor.
In der Stadt bestand das Kriegsgefangenenlager 158 für deutsche Kriegsgefangene des Zweiten Weltkriegs. Dem Lager zugeordnet waren das Kriegsgefangenenhospital 5091 in Tscherepowez und das Kriegsgefangenenhospital 3732 im 170 km nördlich liegenden Woschega.

### Bevölkerungsentwicklung
| Jahr | Einwohner | Jahr | Einwohner |
| ---- | --------- | ---- | --------- |
| 1825 | 9.699     | 1959 | 139.137   |
| 1856 | 14.159    | 1970 | 177.751   |
| 1897 | 27.705    | 1979 | 236.537   |
| 1917 | 69.664    | 1989 | 282.802   |
| 1926 | 57.976    | 2002 | 293.046   |
| 1939 | 95.314    | 2010 | 301.755   |

Anmerkung: 1897, 1926–2010 Volkszählungsdaten

## Geografie und Klima
Die Oblast zählt zur nördlichen Verwaltungsregion Russlands und besteht vor allem aus flachem Land mit lehmigen Böden. 70 Prozent des Gebietes sind von Wäldern bedeckt, weitere 12 Prozent sind Sümpfe und Moorlandschaften. Nur 11 Prozent können landwirtschaftlich genutzt werden.
Das Klima ist kühlgemäßigt kontinental, die Durchschnittstemperaturen liegen bei −13 °C im Januar und +17 °C im Juli. Der Jahresniederschlag beträgt 561 mm. Wologda liegt 118 Meter über dem Meeresspiegel.
Der größte Fluss des Gebiets ist die Suchona, ein weiterer, wichtigerer Wasserweg ist der Wolga-Onega-Kanal, der dem Verlauf der Šeksna im Westen des Gebiets folgt und bei Tscherepowez im Rybinsker Stausee endet. Dieser Wolgastausee (4580 km²) und der Onegasee im Nordwesten (9610 km²) sind die größten Seen des Gebiets.
|                       | Jan   | Feb   | Mär  | Apr  | Mai  | Jun  | Jul  | Aug  | Sep  | Okt | Nov  | Dez   |   |      |
| Mittl. Tagesmax. (°C) | −9,1  | −6,7  | −0,1 | 7,9  | 16,6 | 20,6 | 22,7 | 20,3 | 13,8 | 6,1 | −1,0 | −5,9  | ⌀ | 7,2  |
| Mittl. Tagesmin. (°C) | −16,9 | −14,8 | −8,8 | −1,3 | 4,9  | 9,1  | 11,6 | 9,9  | 5,2  | 0,3 | −5,9 | −12,3 | ⌀ | −1,5 |
|                       |       |       |      |      |      |      |      |      |      |     |      |       |   |      |
| Niederschlag (mm)     | 32    | 25    | 26   | 35   | 46   | 65   | 77   | 74   | 55   | 50  | 42   | 42    | Σ | 569  |
|                       |       |       |      |      |      |      |      |      |      |     |      |       |   |      |
| Regentage (d)         | 10    | 8     | 8    | 8    | 9    | 10   | 10   | 11   | 11   | 11  | 12   | 12    | Σ | 120  |

| −16,9 |

| −14,8 |

| −8,8 |

| −1,3 |

| 4,9 |

| 9,1 |

| 11,6 |

| 9,9 |

| 5,2 |

| 0,3 |

| −5,9 |

| −12,3 |

| −16,9 |

| −14,8 |

| −8,8 |

| −1,3 |

| 4,9 |

| 9,1 |

| 11,6 |

| 9,9 |

| 5,2 |

| 0,3 |

| −5,9 |

| −12,3 |

## Wirtschaft
Die wichtigsten Pfeiler der Wirtschaft sind heute verschiedene Zweige des Maschinen-, Fahrzeug- und Gerätebaus (Kräne, landwirtschaftliche Maschinen, Eisenbahnausrüstung, Omnibusse, elektrotechnische und optische Geräte), ferner die Metallverarbeitung, Schwarzmetallurgie, chemische Industrie und Holzverarbeitungs- und Papierindustrie. Byvalovsky mashinostroitelny zavod ist eines der wichtigsten Maschinenbauunternehmen des russischen Nordwestregion.
Die Stadt verfügt über mehrere Theater, Bibliotheken und Museen sowie über ein breites Angebot von Hochschulen.

## Verkehr
Wologda ist mit der russischen Hauptstadt Moskau über die Fernstraße M8 Cholmogory verbunden. Gleichzeitig ist die Stadt Ausgangspunkt der R298, die in westlicher Richtung nach Nowaja Ladoga bei Sankt Petersburg führt. Der Eisenbahnknotenpunkt Wologda ist einer der Größten der Nordbahn Sewernaja schelesnaja doroga. Vom Flughafen Wologda fliegt die Wologodskoje Awiapredprijatije mit Yak-40.

## Weiterführende Bildungseinrichtungen

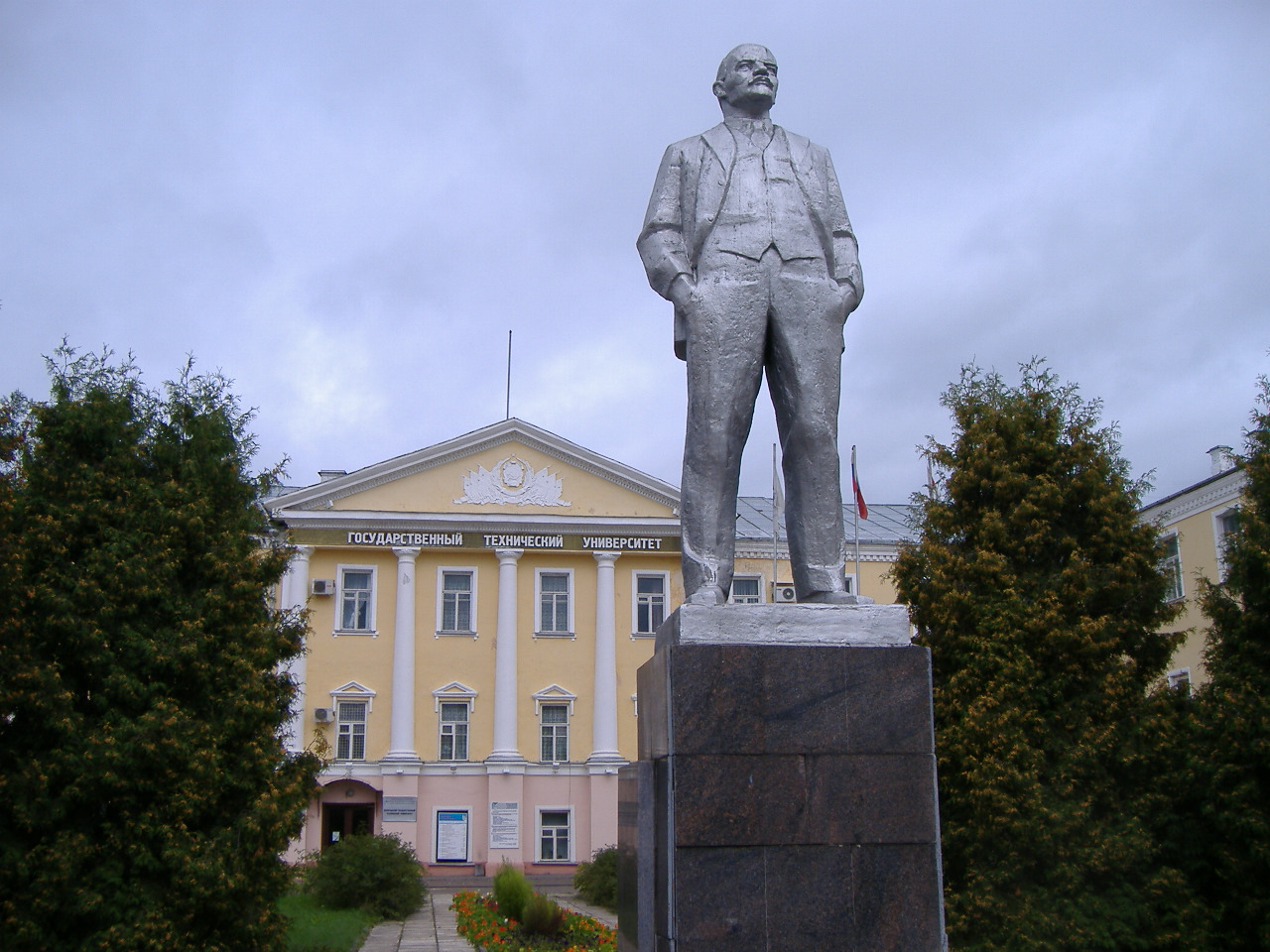
Staatliche Technische Universität Wologda mit Lenin-Statue im Vordergrund

- Staatliche Milchwirtschaftliche N.-W.-Wereschtschagin-Akademie Wologda
- Staatliche Technische Universität Wologda, gegründet 1966, ca. 12.000 Studierende
- Staatliche Pädagogische Universität Wologda
- Institut des Justizministeriums für Recht und Wirtschaft
- Filiale der Staatlichen Juristischen Akademie Moskau
- Filiale des A.-S.-Gribojedow-Instituts für internationales Recht und Ökonomie
- Filiale des Hauptstädtischen Geisteswissenschaftlichen Instituts

## Museen
- Geschichtlich-architektonisches und kunstgeschichtliches Museumsreservat Wologda:
  - Wologdaer Kreml
  - Sophienkathedrale
  - Glockenturm der Sophienkathedrale
  - Haus von Peter I.
  - Architektur- und Völkerkundemuseum der Oblast Wologda in Semjonkowo
  - Museum „Die Welt vergessener Dinge“
  - Museum „Das Handelshaus des Kaufmannes Samarin“
  - Museum für Spitze
- Museum des diplomatischen Korps
- Gemäldegalerie Wologda:
  - Zentrale Ausstellungshalle
  - Schalamow-Haus

## Söhne und Töchter der Stadt

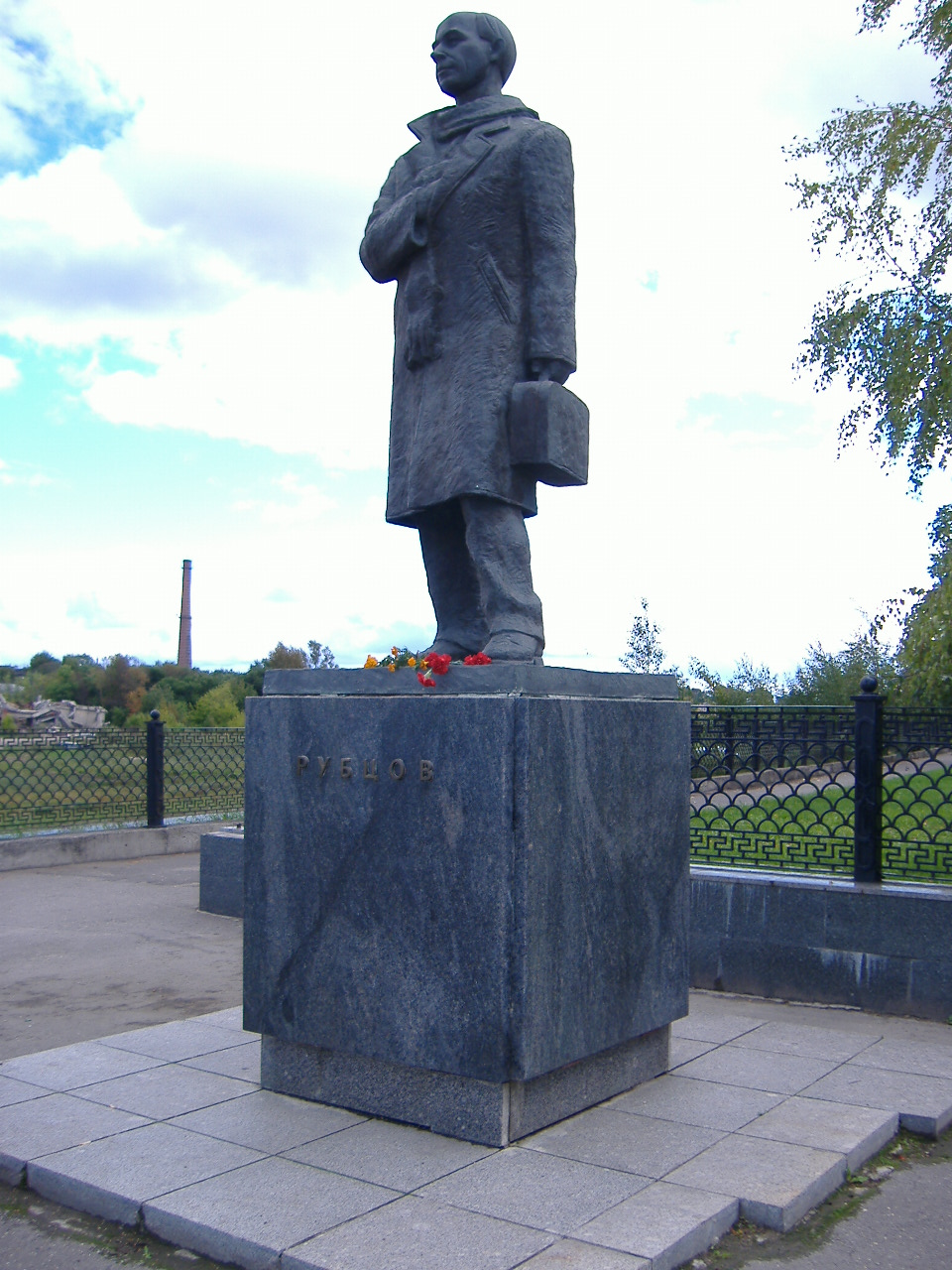
Denkmal für Nikolai Rubzow

- Pjotr Rytschkow (1712–1777), Historiker und Geograph
- Konstantin Batjuschkow (1787–1855), Dichter
- Christofor Ledenzow (1842–1907), Kaufmann und Mäzen
- Grigori Landsberg (1890–1957), Physiker
- Nikolai Dewjatkow (1907–2001), Physiker und Hochschullehrer
- Warlam Schalamow (1907–1982), Schriftsteller
- Alexandra Joschkina (1908–1974), Schauspielerin
- Wladimir Morosow (1910–1975), Mathematiker
- Tatjana Ginezinskaja (1918–2009), Parasitologin und Hochschullehrerin
- Dmitri Gudkow (1918–1992), Mathematiker
- Natalija Prosorowa (1922–2006), Rechtswissenschaftlerin und Hochschullehrerin
- Juri Lochowinin (1924–1992), Bildhauer
- Tamara Rylowa (1931–2021), Eisschnellläuferin
- Waleri Gawrilin (1939–1999), Komponist
- Boris Guljajew (* 1941), Eisschnellläufer
- Oleg Grigorjew (1943–1992), Schriftsteller und Maler
- Anatol Erdmann (1952–2024), deutscher Grafiker und Bildhauer
- Igor Polowodin (1955–2005), Schachspieler und -trainer
- Swetlana Djomina (* 1961), Sportschützin
- Nikolai Guljajew (* 1966), Eisschnellläufer
- Irina Armstrong (* 1970), russisch-deutsche Dartspielerin
- Vladislav Solodyagin (* 1975), Opernsänger (Bass)
- Anya Monzikova (* 1984), russisch-US-amerikanische Schauspielerin und Model
- Julija Tschekaljowa (* 1984), Skilangläuferin
- Iwan Kassutin (* 1986), Eishockeytorhüter
- Irina Leuchina (* 1987), Biathletin
- Artjom Suchanow (* 2001), Fußballspieler

## Städtepartnerschaften
Wologda listet folgende Partnerstädte auf:
- Londonderry, New Hampshire, Vereinigte Staaten
- Miskolc, Ungarn
- Zwolle, Niederlande
- Kouvola, Finnland